# Il tempo dei cani pazzi
Il tempo dei cani pazzi (Mad Dog Time) è un film del 1996 diretto da Larry Bishop.

## Trama
In un ambiente non meglio identificato nello spazio e nel tempo, un clan di gangster deve affrontare il ritorno del proprio capo Vic, uscito da una lunga degenza psichiatrica. Servendosi dello spietato Nick Falco e del fedele Mickey Holiday, Vic si dimostra tutt'altro che folle e riesce ad eliminare tutti i pretendenti al suo posto, iniziando da Jake Parker. Gli fa seguito Ben, che non intende abbandonare il ruolo di capo tenuto in assenza di Vic: alla festa di ritorno di Vic improvvisa un duetto con l'inconsapevole Danny sulle note di My Way che diventa Ben's way; alla fine dell'esecuzione, alquanto stonata, Ben si proclama nuovo capo e Vic gli spara.
Nel frattempo Mickey deve dividersi tra la fidanzata Rita e sua sorella Grace (che è stata la donna di Vic). Il boss mette in competizione i suoi tiratori scelti: Mickey e Nick Falco si affrontano ma devono interrompersi per eliminare anche il pericoloso Jackie Jackson. Il duello finale si svolge alla presenza di Vic, Rita e Grace: l'intento è quello di eliminare anche Grace ma questa, con la complicità di Mickey e Rita, convince Vic dei propri sentimenti cosicché il boss elimina Nick Falco, ormai fuori controllo.

## Critica
Il film ha ricevuto una pessima accoglienza da parte della critica. Roger Ebert gli diede zero, giustificandolo con il fatto che la sua visione non fosse meglio che fissare uno schermo vuoto per lo stesso tempo.
Roger Ebert e Gene Siskel lo elessero peggior film del 1996. Ebert ribadì che guardarlo equivaleva a fissare per 1 ora e 45 minuti una parete vuota e ricordò che Siskel aveva vinto a testa e croce il diritto di sceglierlo come suo peggiore, per cui egli dovette curare anche la critica del secondo peggiore film dell'anno, Un indiano in città (Un indien dans la ville), al quale diede sempre zero.
La recensione del New York Times dell'8 novembre 1996 di Stephen Holden esordiva affermando che "pochi film come questo possono intaccare seriamente l'idillio tra il cinema americano e il mondo dei gangster".
Variety, infine, lo liquidò come un maldestro tentativo di unire le sensibilità di Quentin Tarantino e David Lynch.

## Incassi
A fronte di un costo di circa 8.000.000 di dollari, la pellicola incassò 107.874 dollari.